# Tiempo verbal
Un tiempo verbal es cada uno de los paradigmas en que típicamente se divide la conjugación verbal de una lengua flexiva para expresar diferencias de tiempo, aspecto, modo u otras propiedades lingüísticas.

## El verbo y el tiempo
El verbo significa una acción, proceso o estado de hechos situado en un tiempo determinado. El tiempo verbal no es el tiempo físico recogido en los calendarios o medido por el reloj, sino una representación de la ordenación cronológica de los acontecimientos del discurso. El tiempo verbal es una referencia de tipo lingüístico, destinado a organizar el discurso situando los acontecimientos y hechos cronológicamente en un momento relacionado con el aquí y el ahora del habla.
En las lenguas del mundo la deixis de tiempo o indicación del tiempo en que se sitúa lo descrito por el verbo es de dos tipos: tiempo absoluto y tiempo relativo. En el sistema de tiempo absoluto los acontecimientos se ordenan respecto al tiempo físico actual (presente), resultando los sucesos clasificados en pasado absoluto (remoto o reciente) y futuro absoluto. En el sistema de tiempo relativo los acontecimientos se consideran según fueron (o serán) anteriores o posteriores a un evento dado.
Además frecuentemente en las lenguas la deixis o indicación de dicho tiempo (T) se acompaña de manera conjunta con otros aspectos no deícticos como el aspecto gramatical (A) o el modo gramatical (M). Por esa razón las categorías que definen los tiempos verbales en una lengua generalmente se les denomina categorías TAM (tiempo-aspecto-modo).

### Tiempo absoluto
Cuando se afirma algo, el tiempo absoluto de referencia es el presente. A partir de este presente podemos hablar de hechos pasados y de hechos futuros. Todo lo acaecido antes del presente es, pues, el pasado o pretérito. Todo lo acaecido después del presente será el futuro. El sistema verbal posee distintas formas destinadas a expresar el tiempo según la distancia con el presente sea mayor o menor. Así, tenemos formas llamadas presente anterior, con las que hacemos referencia a hechos sucedidos hace muy poco; por ejemplo, en español peninsular se utiliza el pretérito perfecto compuesto: Hoy he comido estofado de ternera.
Las formas más distantes en el pasado reciben el nombre de pretéritas, aunque entre ellas pueden a su vez darse una serie de distinciones según el modo y el aspecto que expresen, que son formas de observar la acción desde la perspectiva del hablante. Por ejemplo, en variedades del español, el pretérito perfecto simple de indicativo (pretérito indefinido) nos ofrece una acción situada en un pasado más o menos remoto: Bailé toda la noche sin cansarme; pero además nos indica que dicha acción es acabada (perfecto) y real (indicativo). En español, el futuro simple de indicativo nos mostrará una acción no realizada aún, pero vista como cierta: Compraré las entradas mañana mismo.

### Tiempo relativo
En las lenguas con un sistema de tiempo relativo, este funciona generalmente en oraciones dependientes o subordinadas. Así, el tiempo de la oración subordinada se califica en pasado, presente o futuro relativos, según sea anterior, simultánea o posterior al instante indicado por el verbo de la oración principal.
Aunque no todas las lenguas poseen un sistema específico de tiempo relativo, muchas de ellas son capaces de expresar lo mismo mediante el aspecto; por ejemplo, en español el orden relativo de los dos acontecimientos de las siguientes oraciones es inverso en (1a) y en (1b):
(1a) Cuando llegué, se marcharon.
(1b) Cuando llegué, se habían marchado.
En la primera, ambas formas verbales están en aspecto imperfectivo; pero, en la segunda, marchar está conjugado en aspecto perfecto, lo cual indica que la acción de marchar se dio antes que la de llegar.
El español usa la perífrasis verbal ir a VERBO para expresar un futuro relativo:
(2a) Escuché un ruido y fui a ver qué había pasado
(2b) Si escucho algo, iré a ver qué pasa
(2c) Veré qué está pasando
En (2a), todos los acontecimientos ya habían sucedido en el momento de pronunciar la oración; sin embargo, el ir a ver es futuro relativo respecto a escuchar; igualmente, en (2b) ir a ver ocurre en el futuro relativo de escuchar, aunque en esa oración se refiere a un hecho hipotético; finalmente, el futuro simple del español (2c) solo puede referirse a hechos no sucedidos en el momento del habla (salvo en relatos históricos o como recurso retórico):
(2d) En ese momento, Isabel la católica comprende que no descansará hasta que…

## Tiempo verbal en diversas lenguas

### Lenguas indoeuropeas

#### Lenguas románicas
En español y en otras lenguas románicas, los tiempos verbales son siempre combinaciones de tiempo gramatical y aspecto gramatical ya que el español es una lengua fusionante en la que estas dos categorías aparecen fusionadas en los morfemas flexivos del verbo. La misma situación se presenta en muchas lenguas indoeuropeas en particular en las lenguas románicas.

#### Lenguas indo-arias

##### Hindi
En hindi el aspecto es abiertamente marcado. Hay cuatro aspectos en hindi: aspecto simple, aspecto habitual, aspecto perfecto y aspecto progresivo. Las formas verbales perifrásticas en hindi consisten en dos elementos, el primero de estos dos elementos es el marcador de aspecto y el segundo elemento (la cópula) es el marcador de tiempo y modo. Estos tres aspectos se forman a partir de sus formas de participio que se utilizan con el verbo copular del hindi. Sin embargo, además del verbo होना (honā) [ser/estar/haber], los participios aspectuales también pueden ser los verbos रहना (rɛhnā) [quedar], आना (ānā) [venir] y जाना (jānā) [ir] como la cópula.
| Marcador del aspecto |              |            |                        |                |                         |                 |
| aspecto              | infinitivo   | infinitivo | infinitivo             | infinitivo     | infinitivo              | infinitivo      |
| aspecto              | participio   | cópula     | morir                  | morir          | mezclar                 | mezclar         |
| simple               | Ø-ना Ø-nā     | —          | मरना marnā              | morir          | मिलाना milānā              | mezclar         |
| habitual             | Ø-ता Ø-tā     | होना honā    | मरता होना martā honā      | morir          | मिलाता होना milātā honā      | mezclar         |
| perfectivo           | Ø-(य)ा Ø-(y)ā | होना honā    | मरा होना marā honā        | estar muerto   | मिलाया होना milāyā honā      | haber mezclado  |
| progresivo           | Ø रहा Ø rahā  | होना honā    | मर रहा होना mar rahā honā | estar muriendo | मिला रहा होना milā rahā honā | estar mezclando |

| Conjugación del verbo होना (honā) (ser/estar) |                        |           |           |                  |           |                            |
| modo                                        | persona                | persona   | 1P        | 2P, 3P           | 2P        | 1P, 2P, 3P                 |
| modo                                        | pronombre              | pronombre | मैं mɛ̃      | तू, ये/वो tū, ye/vo | तुम tum    | हम, आप, ये/वो ham, āp, ye/vo |
| modo                                        | tiempo                 | tiempo    | singular  | singular         | plural    | plural                     |
| indicativo                                  | presente               | presente  | हूँ hū̃      | है hɛ             | हो ho      | हैं hɛ̃                       |
| indicativo                                  | perfecto               | M         | हुआ huā    | हुआ huā           | हुए hue    | हुए hue                     |
| indicativo                                  | perfecto               | F         | हुई huī    | हुई huī           | हुई huī    | हुईं huī̃                     |
| indicativo                                  | imperfecto             | M         | था thā     | था thā            | थे the     | थे the                      |
| indicativo                                  | imperfecto             | F         | थी thī     | थी thī            | थी thī     | थीं thī̃                      |
| indicativo                                  | futuro                 | M         | होऊँगा hoū̃gā | होएगा hoegā        | होओगे hooge | होएँगे hoẽge                  |
| indicativo                                  | futuro                 | F         | होऊँगी hoū̃gī | होएगी hoegī        | होओगी hoogī | होएँगी hoẽgī                  |
| presunto                                    | presente pasado futuro | M         | हूँगा hū̃gā   | होगा hogā          | होगे hoge   | होंगे honge                   |
| presunto                                    | presente pasado futuro | F         | हूँगी hū̃gī   | होगी hogī          | होगी hogī   | होंगी hongī                   |
| subjuntivo                                  | presente               | presente  | हूँ hū̃      | हो ho             | हो ho      | हों hõ                       |
| subjuntivo                                  | futuro                 | futuro    | होऊँ hoū̃    | होए hoe           | होओ hoo    | होएँ hoẽ                     |
| contrafactual                               | pasado                 | M         | होता hotā   | होता hotā          | होते hote   | होते hote                    |
| contrafactual                               | pasado                 | F         | होती hotī   | होती hotī          | होती hotī   | होतीं hotī̃                    |
| imperativo                                  | presente               | M         | —         | हो ho             | होओ hoo    | होइए hoiye                  |
| imperativo                                  | futuro                 | F         | —         | होइयो hoiyo        | होना honā   | होइयेगा hoiyegā               |

### Lenguas sino-tibéticas

##### Chino
En chino, no existen propiamente marcas auténticas de tiempo gramatical por lo que los "tiempos verbales" en realidad consisten en formas aspectuales y el tiempo es contextual, es decir, se infiere pragmáticamente del contexto y las marcas de aspecto gramatical.